# Чекай (Свентокшиське воєводство)
Чекай (пол. Czekaj) — село в Польщі, у гміні Сендзішув Єнджейовського повіту Свентокшиського воєводства.
Населення — 89 осіб (2011).
У 1975-1998 роках село належало до Келецького воєводства.

## Демографія
Демографічна структура на день 31 березня 2011 року:
|          | Загалом | Допрацездатний вік | Працездатний вік | Постпрацездатний вік |
| -------- | ------- | ------------------ | ---------------- | -------------------- |
| Чоловіки | 47      | 14                 | 30               | 3                    |
| Жінки    | 42      | 6                  | 31               | 5                    |
| Разом    | 89      | 20                 | 61               | 8                    |